# Château de Sissinghurst
Le château de Sissinghurst  en Angleterre est une résidence historique dans le comté du Kent, à environ 40 km au sud-ouest de Canterbury. Elle est célèbre par son jardin aménagé à partir de 1930 par Vita Sackville-West et son mari Harold Nicolson. Aujourd'hui, Sissinghurst appartient au National Trust.
Accessible au public, il est, avec plus de 160 000 visiteurs par an, un des jardins les plus populaires du monde. L'habitation elle-même se compose de cinq bâtiments séparés : la maison principale, la longue bibliothèque, la tour (double), la maison de campagne et ainsi (au sud) que le Priest's House.

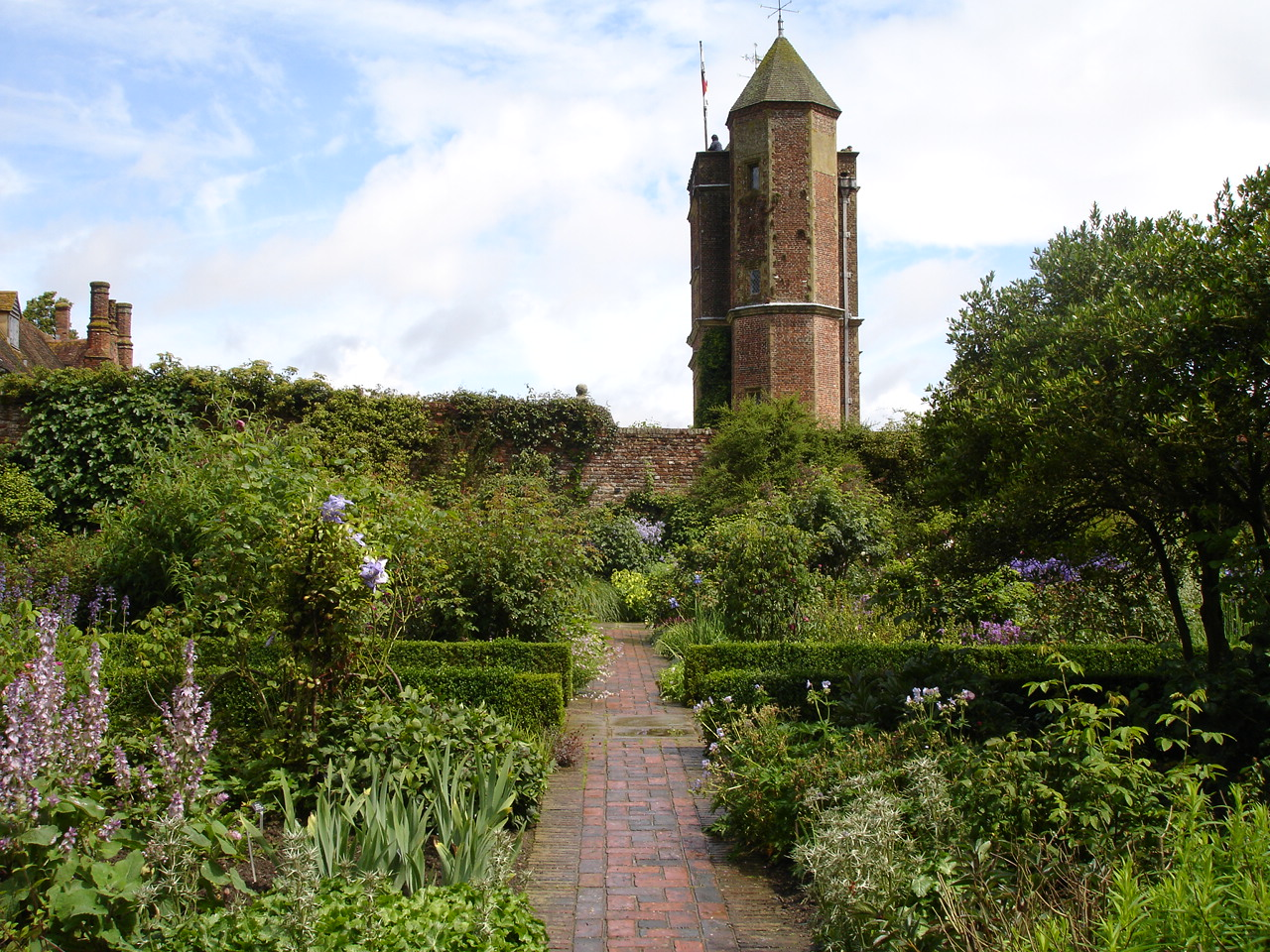

## Histoire
Le château est un site historique. Le nom vient de l'ancien anglais et signifie la clairière dans les forêts.
Au Moyen Âge, on y construisit une propriété protégée par un fossé; ce premier bâtiment fut acquis en 1480 par la famille Baker, qui le remplaça par une gentilhommière. C'était dans le Kent une des premières grandes maisons à être construites en brique en non plus avec pierres et poutres.
Les Baker étaient alliés par mariage avec les Sackville de Knole.
En 1756 la maison fut mise à la disposition du gouvernement qui l'utilisa comme prison au cours de la guerre de Sept Ans pour y garder plus de trois mille prisonniers de guerre français. C'est de cette époque aussi que vient l'appellation de « Castle of Sissinghurst ».
Après la guerre, la propriété se trouvait détruite aux deux tiers et, au cours des cinquante années qui suivirent, les bâtiments restés debout furent utilisés pour les pauvres de la commune.
En 1855, la propriété alla à la famille Cornwalli qui construisit une ferme, puisque les vieux bâtiments étaient à peine habitables ; en 1928 le tout resta en vente pendant deux ans avant leur découverte et leur achat par la romancière Victoria-Mary Sackville-West, dite « Vita », et son époux le diplomate Harold Nicolson.
Pour Vita, Sissinghurst représentait un lien symbolique avec Knole House, où elle était née, avait vécu jeune, puis s'était mariée en 1913 ; quoique fille unique et héritière de Lionel 3e lord Sackville, elle ne pouvait, étant une femme, en hériter et l'immense domaine échut à son oncle.
Le couple commença à s'intéresser à Sissinghurst après que leur cottage de Long Barn près de Sevenoaks, dans le Kent, restauré et agrandi sur les conseils d'Edwin Lutyens, dernier compagnon de sa mère (selon leur fils Nigel Nicolson), se fut avérée trop exigu pour d'autres agrandissements.
Bien que Sissinghurst fût complètement en ruine et qu'ils eussent conscience de tous les frais et de tout le travail qui les attendaient, ils l'achetèrent en 1930 et commencèrent à tracer le jardin comme il existe encore actuellement.
Le projet de Harold Nicolson et la plantation dont Vita Sackville-West était responsable s'inspiraient nettement des jardins de Gertrude Jekyll et d'Edwin Lutyens ainsi que du jardin de Hidcote Manor. Dans les deux cas, c'est Lawrence Johnston qui en était à l'origine. La même année, on démolit les chaumières de la cour supérieure, tandis que l'on créait dans le jardin du bas l'étang des Lions (aujourd'hui jardin en pente), que l'on commençait à dégager les murs de fondation et qu'on plantait la noiseraie.
L'année suivante, l'étang était terminé et l'arc d'entrée de l'avant-cour était de nouveau ouvert. Cette année encore, on put se débarrasser de presque tous les décombres du jardin.
En 1932, Harold et Vita s'installèrent à Sissinghurst après avoir mis Long Barn en location. Lady Sackville (1862-1936), mère de Vita, enrichit Sissinghurst de six vases provenant du château de Bagatelle à Paris, qu'elle tenait de son richissime ami intime de 1897 à 1912, sir John Murray-Scott, ancien secrétaire et héritier des Wallace, eux-mêmes héritiers successifs de l'immense patrimoine Hertford.
La même année, Harold et Vita Nicolson engagèrent l'architecte l'A. R. Powys. Dès 1938, Sissinghurst était ouvert au public.
Le National Trust acquit la propriété en 1967. Depuis 1992, on limite le nombre des visiteurs à admettre en même temps dans le jardin, ainsi que le nombre total de visiteurs par an, qui est fixé depuis cette date à environ 160 000 pour préserver le jardin.

## Le château

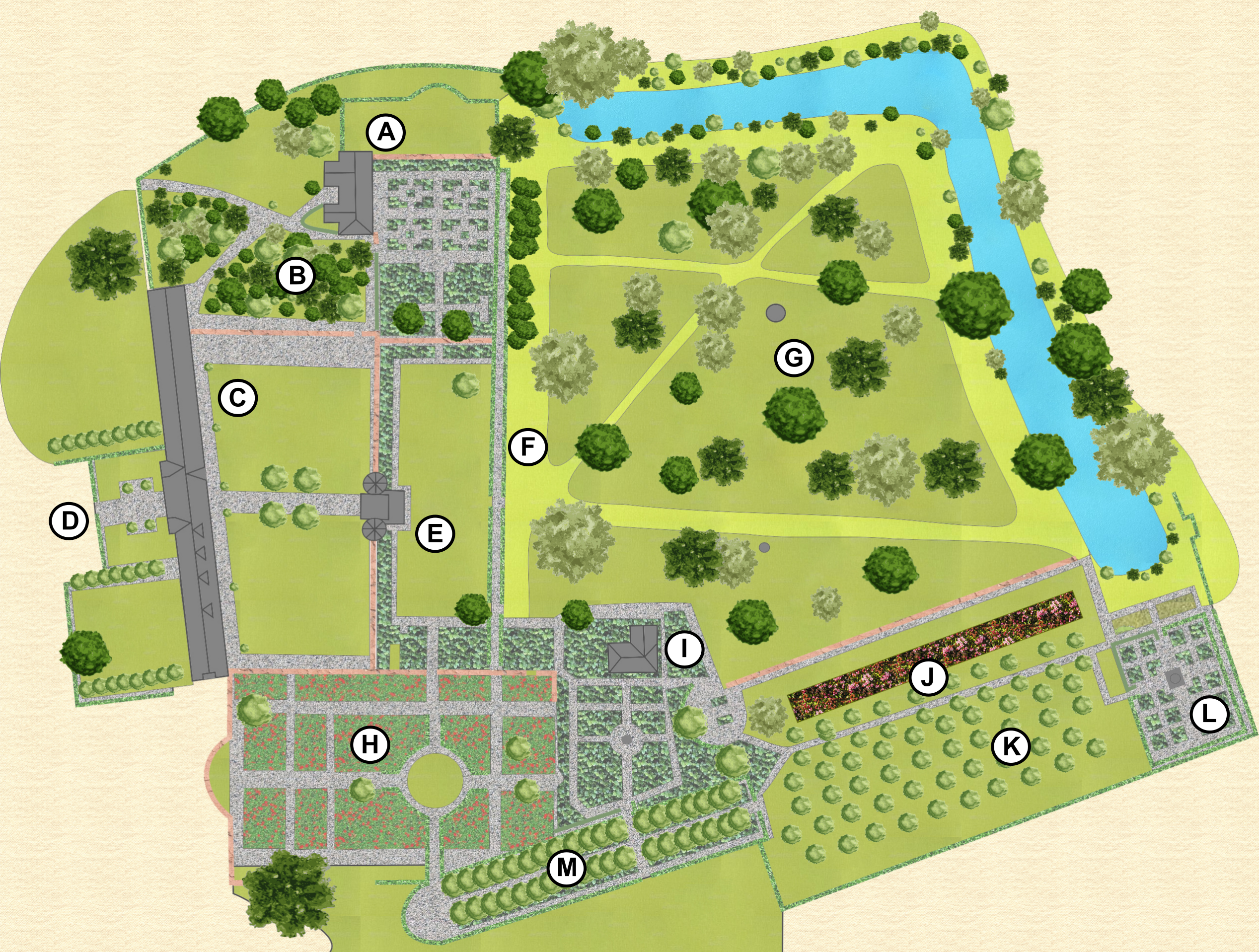
Plan du domaine : A Priest's House (maison du prêtre): Erechtheum et jardin blanc, B Delos, C cour supérieure et aile Ouest, D entrée, E tour et cour inférieure, F promenade des ifs, G verger, H roseraie, I cottage du Sud et son jardin, J allée du fossé et azalées, K noiseraie, L jardin des herbes, M allée des tilleuls.

### Cour supérieure et cour inférieure
La cour supérieure, avec sa pelouse généreuse, forme l'entrée du jardin. Des deux côtés, il est bordé par la célèbre plate-bande violette. En passant par la tour, on arrive à la cour inférieure, également ornée d'une pelouse. Les murs qui l'entourent sont recouverts de clématites et de roses.

### La tour
La tour double est l'un des éléments les plus anciens de Sissinghurst Castle. Un escalier de bois en colimaçon mène aux étages supérieurs ; c'est là que Vita Sackville-West avait l'habitude de se retirer pour lire et travailler. De la plate-forme panoramique sur la tour, on peut embrasser du regard l'ensemble de la propriété et, par beau temps, voir jusqu'à Cantorbéry.

## Le jardin

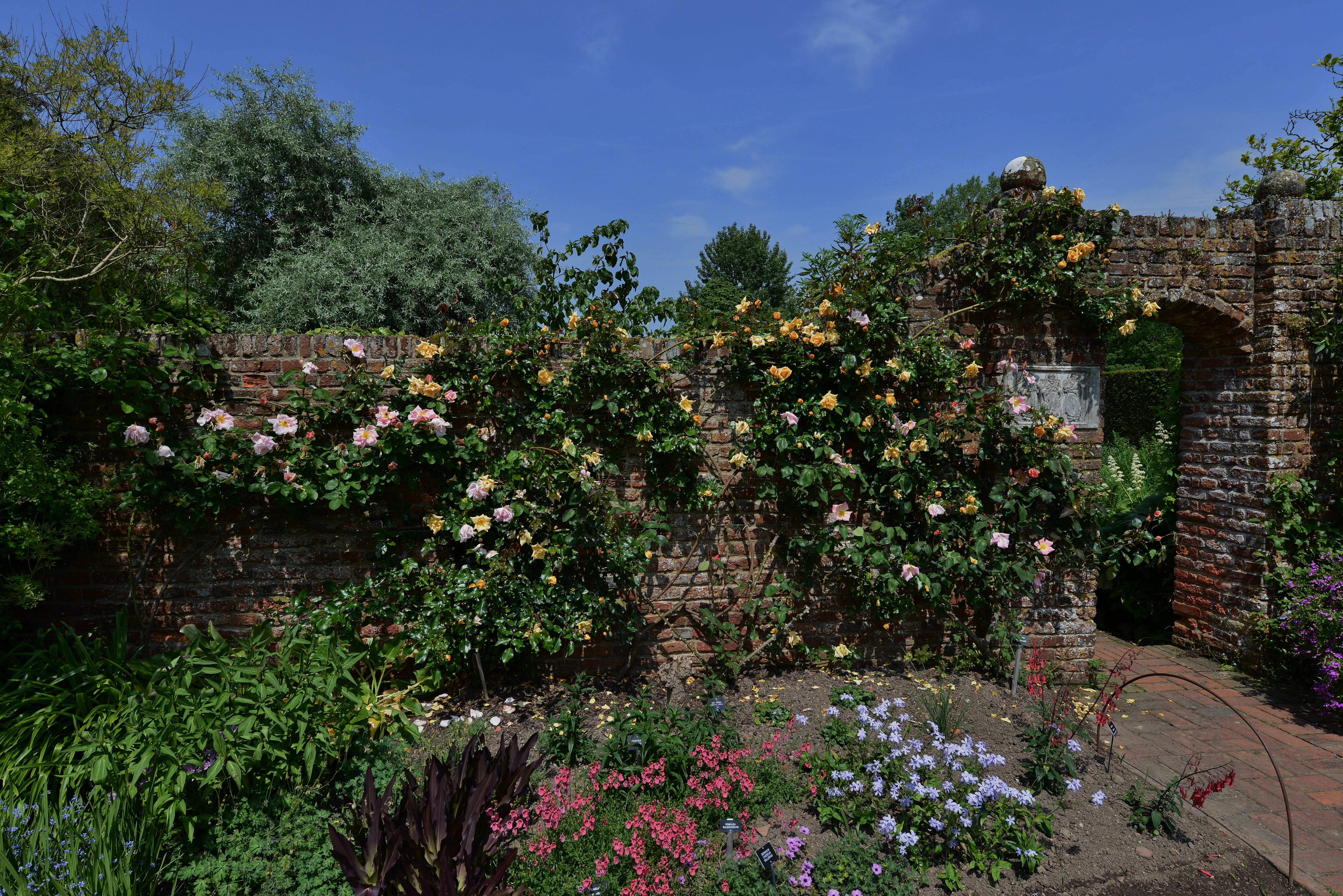
Vue d'un jardin clos avec des rosiers grimpants.

Harold Nicolson et Vita Sackville-West ont divisé le terrain, d'environ cinq hectares, en dix espaces fermés. Servent de murs non seulement des haies d'ifs à hauteur d'homme, soigneusement taillés ; mais encore des murs appartenant aux anciens bâtiments et qui étaient restés debout.
Chacun des « jardins dans le jardin » obéit un thème bien défini ; c'est ainsi qu'on trouve le jardin blanc, le jardin aux roses et le jardin aux herbes. L'organisation du jardin allie la simplicité extrême de l'installation dans son ensemble à l'opulence de la plantation.

### Le jardin aux roses
La passion de Vita Sackville-West pour les anciennes variétés de roses (notamment 'Madame Plantier' ou 'Félicité et Perpétue') explique l'existence de ce jardin. Elle aimait le luxe de ces fleurs, le velours de leurs couleurs et la suavité de leur parfum, et tenait à ce qu'elles ne fleurissent qu'une fois par an (en juin-juillet), contrairement aux variétés actuelles. Aujourd'hui, la floraison du jardin est prolongée par les plantes vivaces et les clématites qu'on y a ajoutées.

### Le passage des tilleuls
C'est l'œuvre de Harold Nicolson. Il a voulu créer ainsi un jardin italien classique, avec des petites statues à chaque extrémité, et égayé par des poteries en terre cuite toscanes. Le passage des tilleuls est un jardin de printemps, en friche le reste de l'année. Les nombreux bulbes dans le sol empêchent toute autre plantation. Seules les fleurs dans les poteries en terre cuite fleurissent en dehors de cette période de l'année.

### Le jardin paysan
Le cottage du sud, à la limite du jardin paysan, a été le premier bâtiment rendu habitable après l'achat de Sissinghurst. Le jardin paysan fut conçu comme un prolongement du jardin anglais classique. Puisqu'aussi bien Vita Sackville-West que Harold Nicolson se passionnaient autant pour les fleurs, la différence de leur goût peut se voir ici dans ce qu'ils préféraient. Alors que Harold Nicolson s'attachait surtout à la forme, mais admettait des différences, c'est l'opulence que préférait Vita Sackville-West, mais autant que possible en une seule couleur (qui dépendait de la saison). Le banc de jardin à côté du jardin paysan est une idée d'Edwin Lutyens. À l'autre extrémité de l'allée, près du petit canal, se trouve une statue du dieu grec Dionysos.

### Le petit canal et la noiseraie

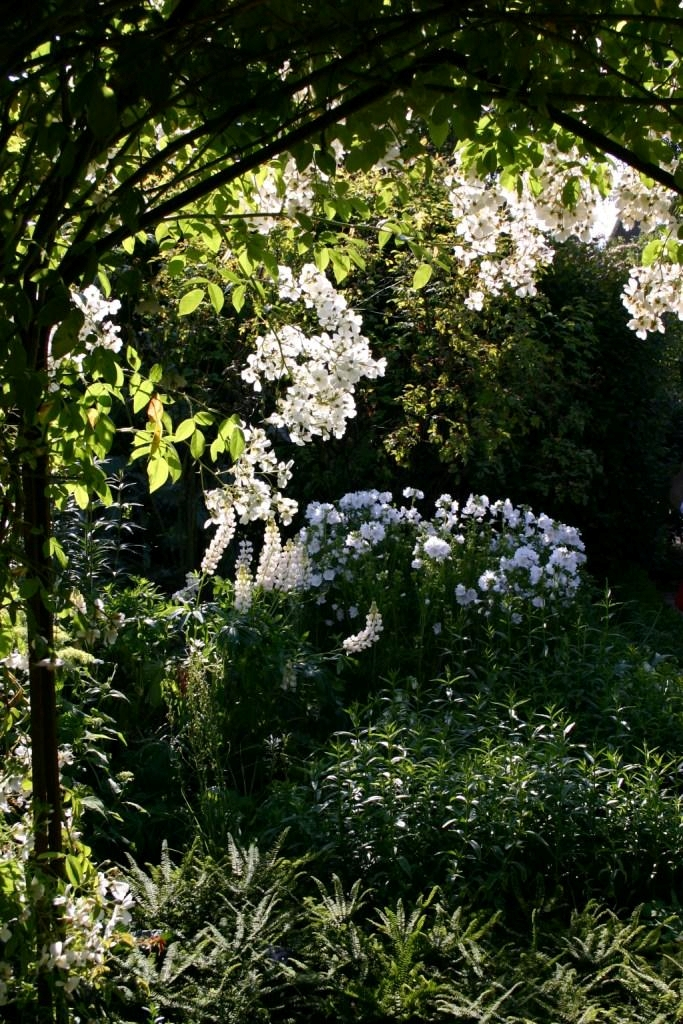
Le jardin blanc

Depuis le jardin paysan, une allée mène au petit canal. D'un côté, l'allée est bordée par un mur de briques d'où pendent des fleurs d'une glycine blanche. De l'autre côté se trouve un talus couvert d'azalées auquel succède la noiseraie.

### Le jardin aux herbes
À l'extrémité sud-est se trouve un jardin aux herbes qui passe pour l'herbarium le plus complet d'Angleterre avec plus de cent espèces d'herbes. Vita Sackville-West avait un odorat si fin qu'elle était capable de reconnaître chacune les yeux fermés.

### Le petit canal et le verger
De l'ancien petit canal qui faisait le tour de la propriété, il ne subsiste que le côté Est et une partie du côté Nord. Sur la rive on peut admirer de vieux chênes splendides. Les deux bras du canal entourent le verger. Au printemps y poussent des narcisses, suivis dans leur floraison par les arbres fruitiers et les roses. On laisse pousser la prairie en se contentant de laisser des allées à l'herbe coupée ras.

### Le jardin blanc
Le jardin blanc est sans conteste le plus connu. Les plantes qui s'y rassemblent fleurissent dans toutes les nuances de blanc, plusieurs possèdent un feuillage gris ou argenté. Un pavillon forme le centre, couvert de rosiers grimpants qui l'escaladent.

## Bibliographie

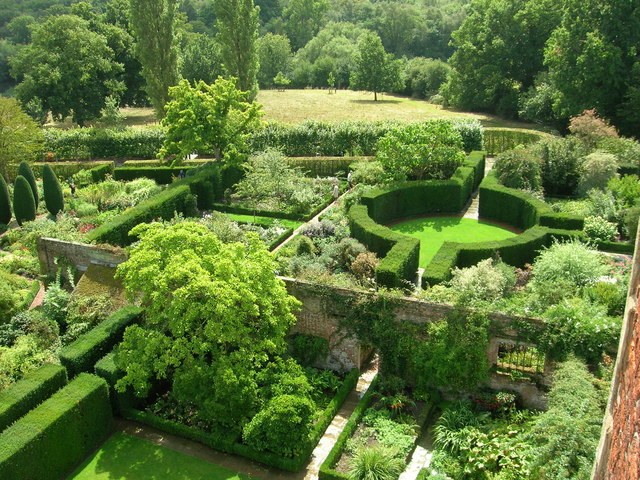
Vue des jardins enclos

## Lectures complémentaires
- (en) Adam Nicolson, Sissinghurst: An Unfinished History, 2008, HarperPress.  (ISBN 0007240546).
- (de) Tony Lord: Sissinghurst. Einer der schönsten Gärten Englands. Dumont Buchverlag, Köln, 1996,  (ISBN 3-7701-3761-2)
- (de) Vita Sackville-West, Harold Nicolson. Avec la collaboration de Julia Bachstein: Sissinghurst: Portrait eines Gartens. Insel-Verlag, Leipzig, 2006,  (ISBN 3-458-34883-2)

## Liens Internet
- Site officiel
- Ressource relative au tourisme :   - Botanic Gardens Conservation International
- Ressource relative à l'architecture :   - National Heritage List for England
- Notice dans un dictionnaire ou une encyclopédie généraliste :   - Nationalencyklopedin
- Notices d'autorité :   - VIAF
- Sissinghurst Castle Garden, Kent, présenté par Dave Parker

## Référence de traduction
- (de) Cet article est partiellement ou en totalité issu de l’article de Wikipédia en allemand intitulé « Sissinghurst Castle » (voir la liste des auteurs).